# Никола-ключ
Никола-ключ — источник в Нижегородской области. Находится в 28 километрах к северо-востоку от Городца у деревни Белоглазово. Вокруг родника в 2009 году образована особо охраняемая природная территория площадью 4,94 га.
Воды источника стекаются крестообразно, что является его особенностью. По преданию, в этом месте в 1710 было явление иконы Иоанна Предтечи, в честь чего была построена часовня.
Источник Никола-ключ в Городецком районе Нижегородской области объявлен народным достоянием. На источнике возведена бревенчатая часовня в честь Николая Чудотворца, к которой примыкает купальня, где желающие могут совершить омовение. Часовня была построена в 2007 году после того, как предыдущая сгорела в ночь с 7 на 8 июля 2007 года в результате неосторожного обращения с огнём.